# Mina terrestre

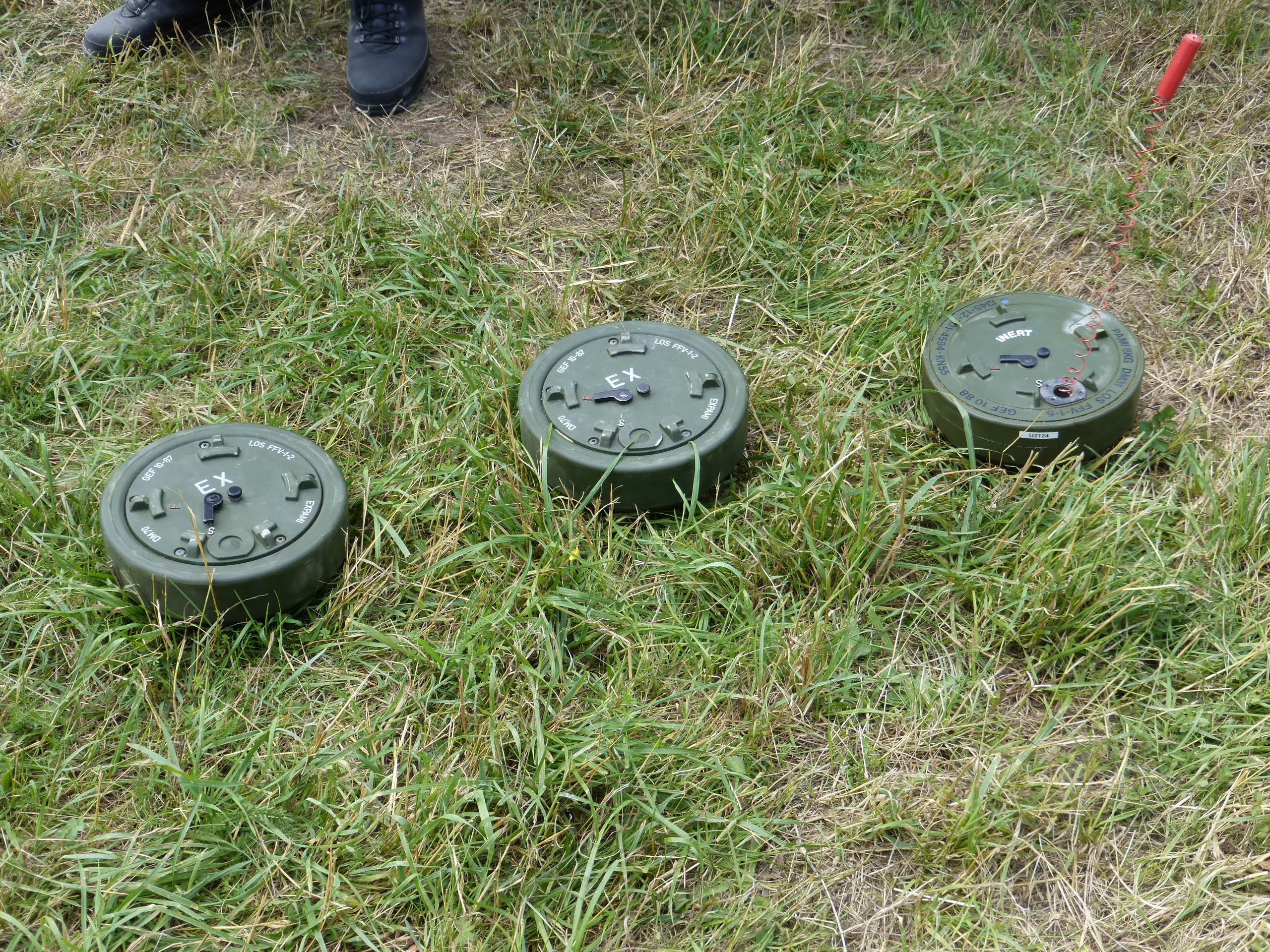
Minas antitanques suecas FFV 028.

Una mina terrestre  es un artefacto explosivo diseñado para ocultarse enterrándola a poca profundidad o camuflándola sobre la tierra de tal forma que el explosivo que contiene detone al ser activada inadvertidamente por una persona o vehículo. Se componen de una carga explosiva y un detonador. El nombre se origina en la antigua técnica militar consistente en la construcción de túneles para debilitar y crear brechas en las fortificaciones enemigas.
Las minas terrestres se utilizan para asegurar fronteras en disputa y restringir el movimiento del enemigo en tiempos de guerra, de tal forma que las tropas atacantes puedan ser emboscadas o bombardeadas con mayor facilidad.
Desde el punto de vista militar, las minas permiten que una fuerza organizada pueda superar a otra más numerosa.
La mayoría de los países del mundo (actualmente, 144) han ilegalizado el uso y posesión de minas antipersona por parte de sus ejércitos. Las únicas democracias occidentales que no las han prohibido son los Estados Unidos y Finlandia. Otros países, como China,  Ucrania, Rusia, Israel y Corea del Norte continúan utilizándolas.

## Tipos de minas terrestres

### Minado de fortificaciones
Es la forma más antigua de mina de uso militar y de la cual otros artificios enterrados toman su nombre. Básicamente consiste en una forma de atacar mediante la excavación de un túnel hasta llegar debajo de las murallas del adversario y socavar sus cimientos, lo que habitualmente consistía en realizar una gran cavidad al final del túnel, debajo del muro,  apuntalando el techo. Una vez que tenía el tamaño suficiente, se prendía fuego a los puntales, con lo que el techo caía y se abría una brecha en la muralla. Existen referencias escritas desde la época de los romanos. El historiador griego Polibio, en sus Historias, ofrece una descripción gráfica de un ataque con mina y una contra mina en la narración del asedio romano de Ambracia. Con la invención de la pólvora la etapa final se ejecutaba llenando la cavidad con ésta y haciéndola estallar. Existían varios métodos para descubrir y destruir las minas antes de que consiguieran su objetivo, dando lugar a lo que se llamaba la guerra de minas.
El minado se empleó con frecuencia en la antigüedad clásica y después en la Edad Media. Volvió a resurgir durante la Primera Guerra Mundial y después se utilizó esporádicamente, como en el Asedio al Alcázar de Toledo en la guerra civil española.
De este método proviene mina como denominación de los artefactos explosivos ocultos, así como el uso figurado del término minado (minar la resistencia, minar la salud, etc.)

### Minas antitanque
Las minas antitanque o contracarro están diseñadas para inmovilizar o destruir vehículos blindados o tanques, junto con sus ocupantes. Suelen ser más grandes y requerir más presión (al menos unos 150 kg) para ser activadas.

### Minas antipersonas
En un principio, las minas antipersona están destinadas a causar el mayor daño posible. Se utilizan para colapsar los servicios médicos enemigos, degradar la moral de sus tropas, y dañar vehículos no blindados. Por ello, el objetivo que busca sobre todo, es que hieran gravemente o mutilen, y no tanto que maten, ya que un muerto no causa tantos problemas como un herido. Así, sus efectos más comunes son amputaciones, mutilaciones genitales, quemaduras, lesiones musculares y en órganos internos.
Originalmente, se utilizaban para proteger las minas antitanque; pero pronto empezaron a utilizarse como armas por sí mismas.
Hay varios tipos:
- Minas explosivas o de presión: su objetivo es causar los mayores daños posibles, destruyendo y quemando su objetivo. Buscan así causar daños tanto físicos como psicológicos.
- Minas de fragmentación: al estallar, expulsan gran cantidad de fragmentos, lo que hace que su alcance pueda superar los 50 metros a la redonda. En algunos casos, su objetivo es dañar al máximo número de personas. Dentro de esta categoría, hay minas saltadoras, cuya carcasa, al activarse, salta desde el suelo hasta una altura de 1,8 m, detonando y lanzando sus fragmentos; así, alcanzan aún mayores distancias. Otras se instalan a ras del suelo, y proyectan sus fragmentos formando un arco de unos 60 grados en todas direcciones.
- La empresa estadounidense Claymore Inc. fabrica además varios otros tipos especiales de mina:
  - Minas cuya función es destruir y cauterizar los miembros inferiores de su víctima. El objetivo es herir, pero sin matar, obligando a sufrir horribles dolores el mayor tiempo posible, con el fin de quebrar la moral de la tropa enemiga.
  - Minas que disparan unos 3000 proyectiles en forma de aguja hechos de uranio empobrecido, con el fin de causar el mayor número de daños al grupo atacado. Su alcance es de varios cientos de metros.
  - Minas químicas, que se utilizan para dispersar agentes químicos en su entorno. Estos pueden ser líquidos o gases, persistentes o no. El gas más utilizado es el cloro.

## Mecanismos de activación

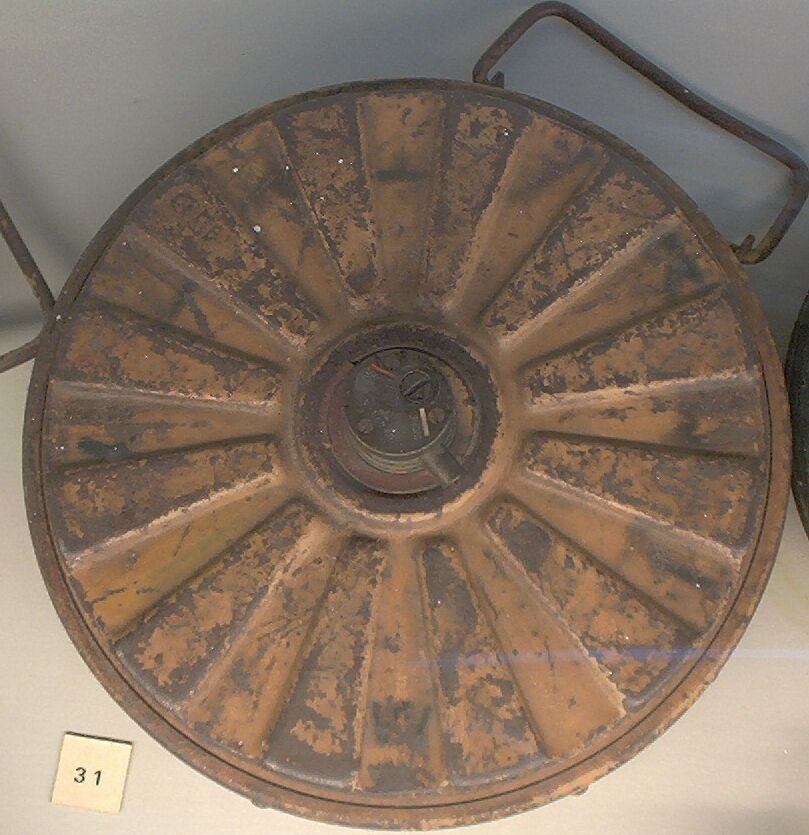
Mina antitanque alemana de la Segunda Guerra Mundial.

Una mina puede ser activada de muchas formas: presión, movimiento, sonido, magnetismo o vibración. Las minas antipersonas suelen utilizar la presión del pie de una persona como disparador, pero también suelen usarse cables. Las minas antivehículos más modernas usan un disparador magnético, que les permite ser detonadas incluso sin ser tocadas. Las minas más avanzadas pueden llegar a notar la diferencia entre tipos de vehículos amigos y enemigos a través de su propio catálogo de características. Esto podría, en teoría, permitir a las tropas amigas usar un área minada negando a la vez el acceso a tropas enemigas. 
Muchas minas combinan el disparador principal con un disparador por contacto u oscilación, para evitar que los ingenieros enemigos puedan desactivarlas. Es frecuente también reducir la cantidad de metal al mínimo, empleando por ejemplo plástico, para hacer más difícil la detección de la mina por medio de un detector de metales. Por otra parte, las minas de plástico son muy baratas.
Las minas utilizadas actualmente por el ejército estadounidense, entre otros, son las llamadas "de tipo inteligente". Están diseñadas para autodestruirse al cabo de semanas o meses, con el fin de reducir el número de víctimas civiles tras el final del conflicto. Para ello se utilizan distintos medios, como detonadores que dependen de una pila. Estos mecanismos de autodestrucción no son del todo fiables.

## Creación de un campo de minas

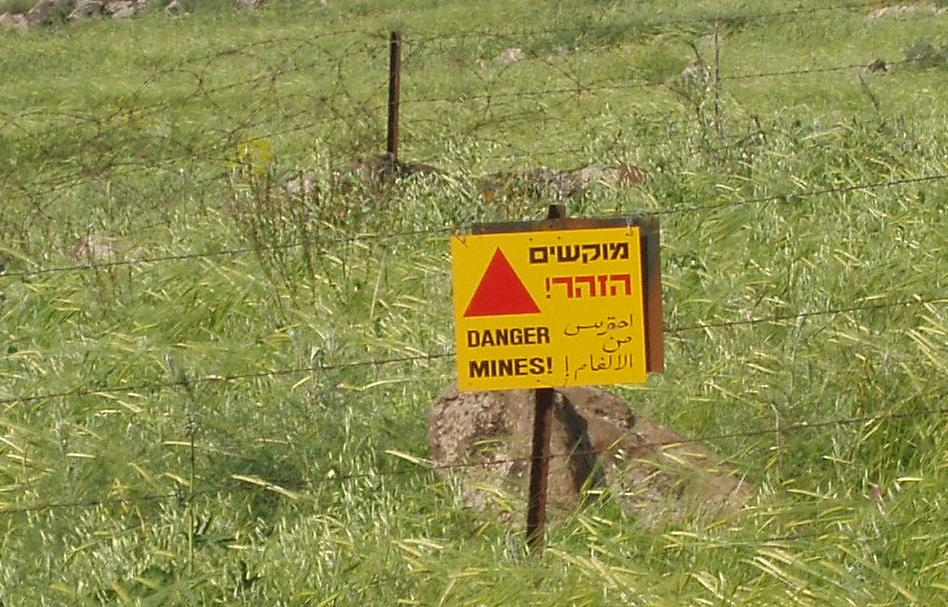
Campo de minas en los Altos del Golán sembrado por el ejército de Siria, todavía activo pese a tener más de 40 años.

Un campo de minas se puede crear de varias formas:
- El método preferido es usar personal entrenado para enterrar las minas, ya que esto hace a las minas prácticamente invisibles y reduce el número de minas necesarias para negar un área al enemigo.
- Se pueden lanzar proyectiles capaces de sembrar minas desde distancias de decenas de kilómetros, o ser lanzadas desde misiles de crucero, o lanzadas desde helicópteros o aviones.
- Existen vehículos blindados equipados para sembrar minas.

Con frecuencia, los campos de minas antitanque están también minados con minas antipersonales para hacer más lenta su limpieza manual; también suelen sembrarse minas antitanque en campos de minas antipersonales para evitar el uso de vehículos blindados para limpiarlos rápidamente. Algunos tipos de minas antitanque pueden ser además detonados por la infantería, lo que les da un doble propósito a pesar de que su principal objetivo es actuar como armas antitanque.

## Detección y retirada de minas

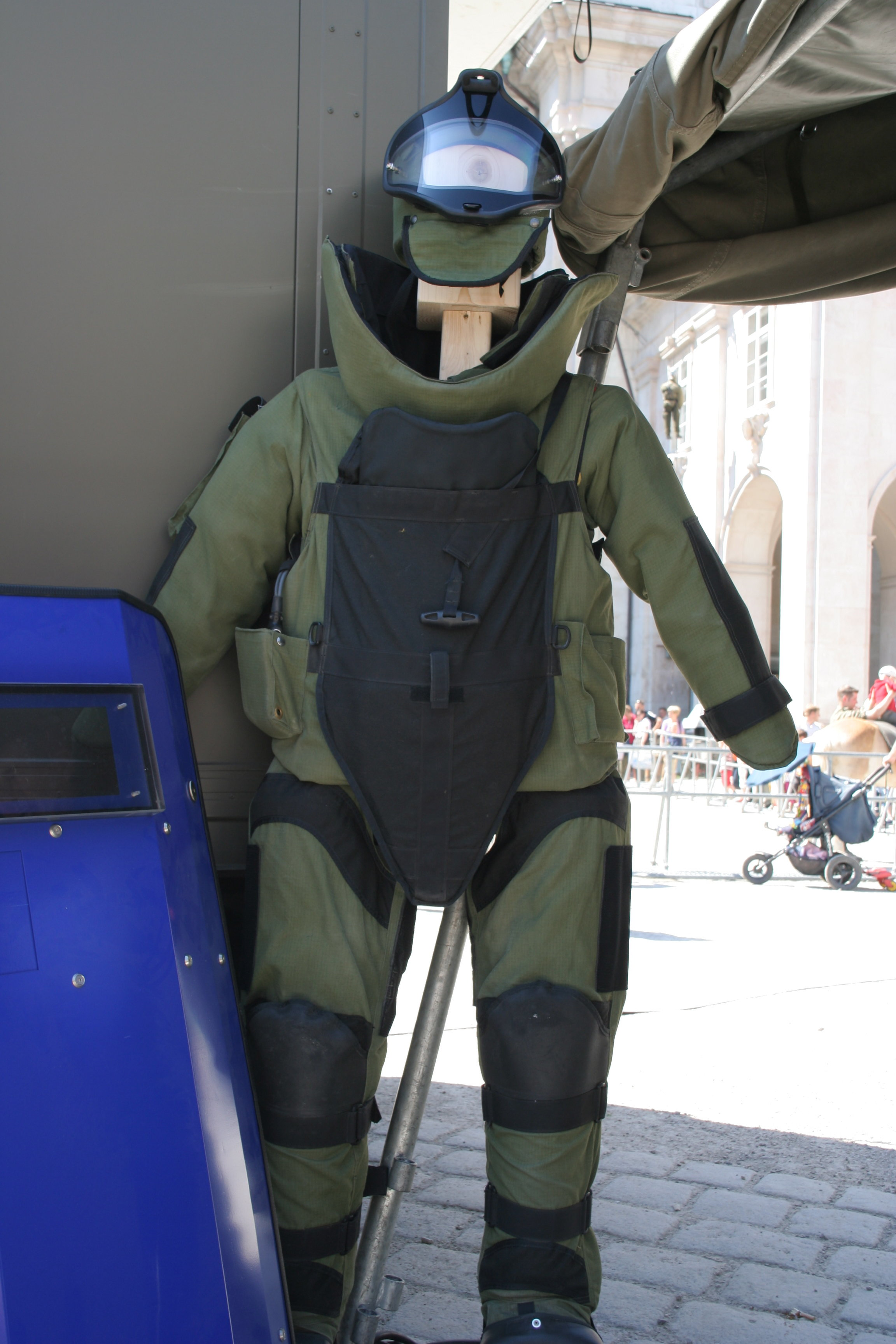
Traje de protección personal de un desactivador de explosivos.

A pesar de que sembrar minas terrestres en un campo es relativamente barato y simple, la tarea de detectarlas y retirarlas es típicamente cara, lenta y peligrosa.
Algunos métodos de detectar minas:
- Buscarlas cuidadosamente en zonas que se sabe o se sospecha han sido minadas. Con frecuencia, esto se hace avanzando lentamente por el campo, introduciendo algo (cualquier cosa, desde un cuchillo a un palo) en la tierra buscando objetos duros. Para caminar por las zonas minadas, se utilizan plataformas especiales para los pies, con el fin de distribuir su peso y amortiguar el impacto de sus pisadas, ya que pequeñas perturbaciones del terreno podrían disparar minas viejas, inestables, o intencionadamente sensibles. Sin embargo existen minas que explotan al ser desenterradas ya que poseen un detector fotosensible.
- Usar detectores de metales para examinar un terreno sospechoso. Los detectores no pueden distinguir fácilmente entre un tipo de objeto metálico y otro, lo que hace más lenta la búsqueda. Existen minas que explotan al momento de recibir la señal de un detector y minas no metálicas que no son detectadas.
- Usar animales (por ejemplo, perros) que puedan oler los explosivos (como el TNT) de las minas.
- Sembrar desde el aire semillas de flores genéticamente modificadas sobre la zona, que adquieren colores distintos cuando hay explosivos en las cercanías.

Algunos métodos para retirar minas:
- Desarmarlas manualmente: el único método que no provoca graves daños al terreno, y el más utilizado. Por desgracia, es también el más lento y peligroso.
- Cubrir el terreno con un bombardeo de artillería.
- Conducir un vehículo fuertemente blindado (como un tanque o un bulldozer) a través del campo de minas para detonar los explosivos. Para contrarrestar este método, se suelen mezclar minas antitanque con las minas antipersonales.
- Usar un torpedo Bangalore para limpiar un camino a través del campo de minas, o similar.

## Historia de las minas terrestres
La historia de las minas terrestres puede dividirse en tres fases principales: en el mundo antiguo, los pinchos enterrados cumplían muchas de las mismas funciones que las minas modernas. Las minas que utilizaban pólvora como explosivo se utilizaron desde la dinastía Ming hasta la guerra civil estadounidense. Posteriormente, se desarrollaron explosivos de gran potencia para su uso en minas terrestres.

### Antes de los explosivos

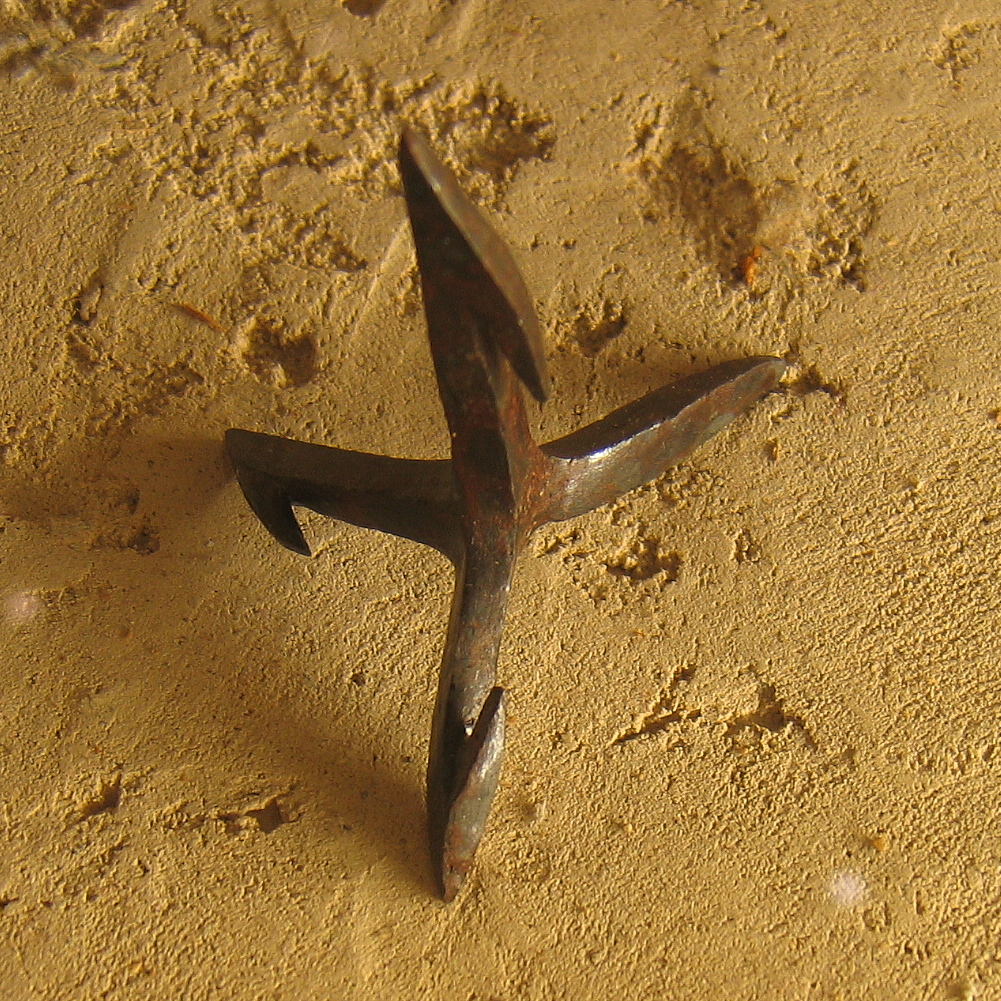
Pinches romanos.

Algunas fortificaciones del Imperio Romano estaban rodeadas por una serie de peligros enterrados en el suelo. Entre ellos se encontraban los goads, 1 pie (30 cm) trozos de madera con ganchos de hierro en sus extremos; los lilia (lirios, llamados así por su aspecto), que eran fosos en los que se disponían troncos afilados siguiendo un patrón de cinco puntas; y los abatis, árboles caídos con ramas afiladas orientadas hacia el exterior. Al igual que las minas terrestres modernas, eran «accionadas por la víctima», a menudo ocultas, y complicaban los intentos del enemigo de eliminar los obstáculos haciéndolos vulnerables a proyectiles como las lanzas. Un uso notable de estas defensas fue el de Julio César en la Batalla de Alesia.  Sus fuerzas asediaban a Vercingetórix, el líder de los galos, pero Vercingetórix consiguió enviar refuerzos. Para mantener el asedio y defenderse de los refuerzos, César formó una línea de fortificaciones a ambos lados, que desempeñaron un papel importante en su victoria. Los lirios también fueron utilizados por los escoceses contra los ingleses en la Batalla de Bannockburn en 1314, y por los alemanes en la Batalla de Passchendaele en la Primera Guerra Mundial.
Una defensa más fácil de desplegar utilizada por los romanos eran los pinchos, un arma de 12-15 cm de diámetro con cuatro púas afiladas orientadas de forma que cuando se lanza al suelo, una de las púas siempre apunta hacia arriba. Al igual que las minas antipersona modernas, los caltrops están diseñados para incapacitar a los soldados en lugar de matarlos; también son más eficaces para detener a las fuerzas montadas, que carecen de la ventaja de poder examinar cuidadosamente cada paso que dan (aunque obligar a las fuerzas montadas a pie a tomarse el tiempo de hacerlo tiene ventajas en sí mismo). La  dinastía Jin de China los utilizó en la batalla de Zhongdu para frenar el avance del ejército de Genghis Khan; Juana de Arco fue herida por uno en el sitio de Orleans; en Japón se conocen como tetsu-bishu y fueron utilizados por los ninja a partir del siglo XIV. Los caltrops todavía se ensartan y se utilizan como barricadas en algunos conflictos modernos.

### Pólvora

#### Asia oriental

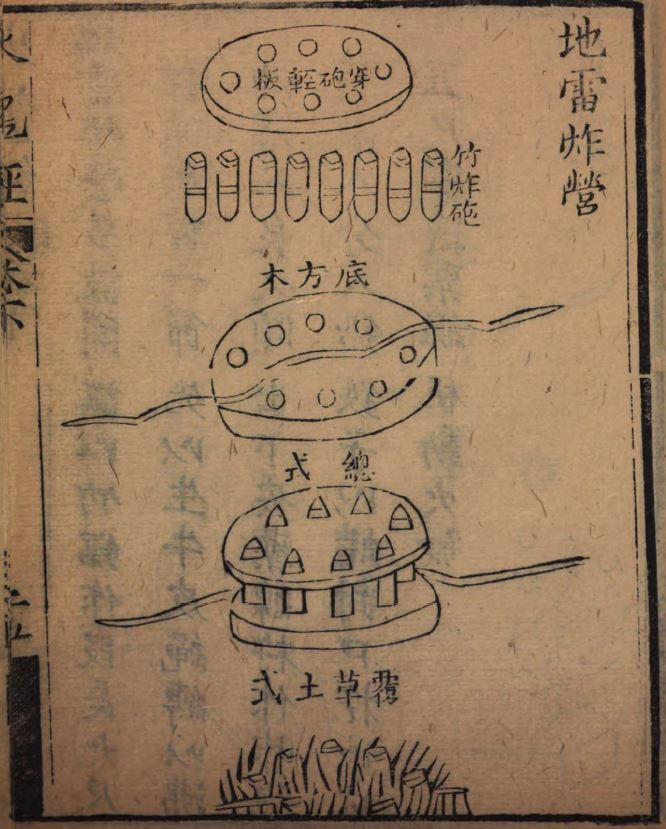
Ilustración china de una mina terrestre con ocho cargas explosivas, del Huolongjing,

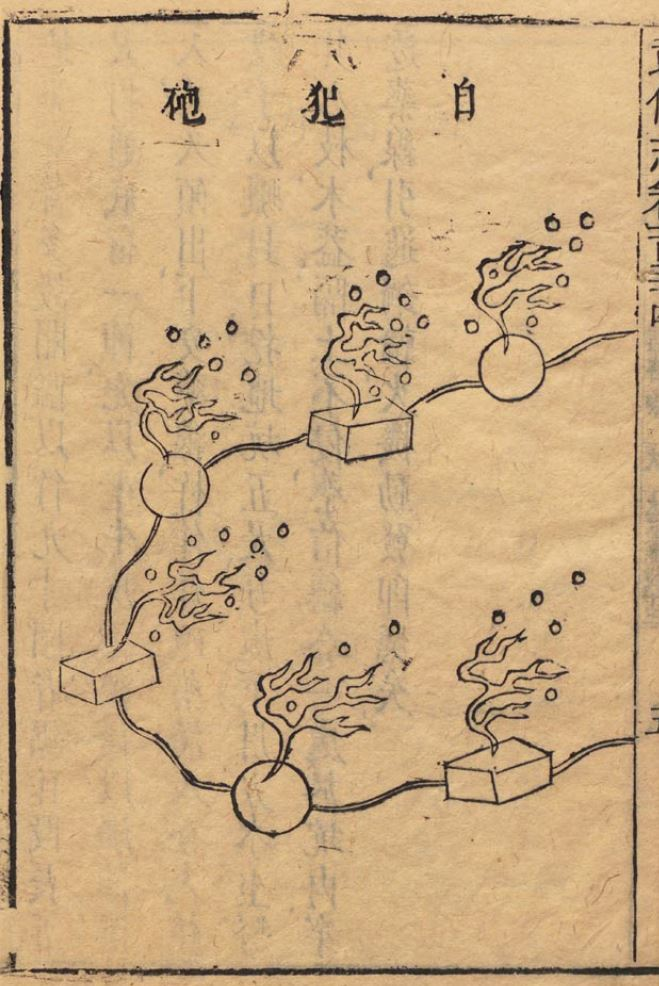
Una «mina terrestre autodestruible» del Wubei Zhi, 1621

La pólvora, una mezcla explosiva de azufre, carbón vegetal y nitrato potásico, se inventó en China en el siglo X y se utilizó en la guerra poco después. Una «bomba enorme», atribuida a Lou Qianxia, fue utilizada en 1277 por los chinos en la batalla de Zhongdu.
Un tratado militar del siglo XIV, el Huolongjing (Manual del Dragón de Fuego), describe el hierro fundido hueco cáscara de bala de cañón rellena de pólvora. El taco de la mina era de madera dura, y llevaba tres mechas diferentes en caso de conexión defectuosa con el orificio de toque. Estas mechas eran largas y se encendían a mano, por lo que requerían cálculos cuidadosamente cronometrados de los movimientos del enemigo.
El creador de la mina terrestre en Europa fue Pedro Navarro, oficial español del siglo XVI, que ideó un sistema para volar los muros de las fortalezas de Italia.
Aunque ya se utilizaron versiones primitivas en la guerra de Secesión, las minas antitanque empezaron a utilizarse en la Primera Guerra Mundial. Durante la Segunda Guerra Mundial se empezaron a utilizar las primeras minas antipersona en Europa y el norte de África, con el fin de proteger las minas antitanque. 
Durante la guerra fría, fueron utilizándose intensivamente en conflictos locales. En Vietnam, el ejército estadounidense empezó a lanzarlas desde el aire. Con el tiempo, se hizo frecuente su uso por parte de ejércitos insurgentes en lugares de cultivo, fuentes de agua, y otras infraestructuras básicas. Así, empezaron a ser utilizadas en muchos conflictos también como arma contra la población civil, aterrorizándola y negándole el acceso a recursos básicos.
Las minas antipersona se han utilizado en conflictos en Angola, Afganistán, Argentina, Bosnia, Camboya, Chechenia, Chile, Colombia, Ecuador, Egipto, Guatemala, Kosovo, Mozambique, Malvinas, Nicaragua, El Salvador, Sudán, Sáhara Occidental, entre otros.
En el año 2005 un informe de la ONU calculaba que más de 167 millones de estos artefactos permanecían almacenados en todo el mundo, 82 países tienen minas sin localizar. Entre 15 mil y 20 mil personas en el mundo son víctimas cada año de las minas antipersona.

## Campañas en contra
Sir Paul McCartney es mejor reconocido como el cantante principal de The Beatles. También es famoso por su amor a los animales y sus esfuerzos para abolir las minas terrestres. McCartney supo de los problemas por su exesposa, Heather Mills.[cita requerida]
En 1993, Mills perdió parte de su pierna izquierda en un accidente de tráfico. Ella supo de otras personas que habían perdido las piernas o los brazos, y descubrió que muchos habían sido víctimas de las minas terrestres.
Mills empezó a recolectar piernas y brazos postizos para ayudar a las personas lastimadas en las explosiones de las minas terrestres. Al día, ella ha ayudado a 27 000 personas.
Juntos Paul y Heather también han recaudado fondos para eliminar del planeta las minas terrestre enterradas (el costo de producir una mina terrestre es $ 3, pero el precio de desenterrar una de forma segura puede llegar a $ 1000). Para recaudar los fondos, McCartney ha sido el anfitrión de cenas, cantado en conciertos y creado, con la ayuda de su esposa, una camiseta que dice «No más minas terrestres».
La pareja hasta dedicó su día de boda a la causa. Sabiendo que los equipos de cámaras estarían presentes, hicieron un trato. Para publicar su foto, las revistas y los programas de televisión tenían que pagar una tarifa de $2000. Lo donaron a un grupo que trabaja ahora para eliminar las minas terrestres. Su plan les hizo recaudar 161.000 euros.

## La prohibición

### Razones
El uso de las minas resulta cada vez más problemático: 
- Al empezar a utilizarse como arma ofensiva contra la población, muchos campos han dejado de señalizarse como tales.
- El sembrado de minas por vía aérea o a través de proyectiles deja las zonas minadas sin ningún tipo de señalización. En muchos casos se trata de minas inteligentes cuyos dispositivos de autodestrucción fallan con frecuencia, o no discriminan tanto como se pretende.
- Con frecuencia, la lluvia y otros fenómenos meteorológicos desplazan las minas a otros lugares.
- Es frecuente que las minas hieran a los mismos soldados que se supone deben proteger, lo que ha hecho cuestionarse a los propios militares su utilidad.
- La retirada de las minas terrestres es peligrosa, lenta y costosa.
- Causan gravísimos daños humanos, ya que sus víctimas son habitualmente civiles, que con frecuencia resultan muertos o mutilados mucho después del final de la guerra. De acuerdo con sus detractores, sólo en Camboya las minas han causado 35.000 amputaciones tras el cese de las hostilidades.
- Causa graves daños económicos:
  - Provocan enormes gastos sanitarios: los heridos deben ser operados y tratados, quedando con frecuencia inválidos, lo que aumenta los gastos sociales.
  - Impiden el uso de infraestructuras básicas (carreteras, campos de cultivo, etc).
- Causa graves daños ecológicos, al impedir el desarrollo de la flora y fauna locales, además de contaminar los acuíferos subterráneos.

A pesar de todos estos problemas, algunos países como Estados Unidos o China, insisten en que son imprescindibles para proteger a sus soldados en tiempo de guerra.

### El tratado de Ottawa
El tratado de Ottawa entró en vigor el 1 de marzo de 1999, siendo el resultado de una campaña internacional para la prohibición de las minas terrestres que comenzó en 1992, y que ganó el premio Nobel de la Paz en 1997. Sus firmantes se comprometieron a no usar, desarrollar, fabricar, almacenar o comerciar con minas antipersonales. Las existencias deben ser destruidas en los cuatro años siguientes a la firma del tratado. Fue firmado originalmente por 122 países en 1997 y, para febrero de 2004, ha sido firmado por 152 y ratificado por 144.
De los restantes 42 países que no han firmado, los más grandes son China, India, Estados Unidos y Rusia. Estados Unidos se niega a firmar el tratado por no permitir una "excepción coreana", ya que las minas terrestres son un elemento vital en la estrategia militar estadounidense en la Península de Corea. Según el gobierno estadounidense, el millón de minas de la zona desmilitarizada entre Corea del Norte y Corea del Sur ayudan a mantener la delicada paz al impedir atacar a Corea del Norte. Por otro lado, Estados Unidos afirma estar investigando nuevas tecnologías capaces de reemplazar las minas en Corea para 2006.
Actualmente, sólo 15 países siguen fabricando (o no han renunciado a fabricar) minas antipersonales: China, Corea del Norte, Corea del Sur, Cuba, Egipto, Estados Unidos, India, Irán, Irak, Birmania, Nepal, Pakistán, Rusia, Singapur y Vietnam.
La mayor empresa fabricante de minas antipersonales es Claymore Inc, en Estados Unidos, que produce las minas del mismo nombre.
El tratado no incluye las minas antitanque, las bombas de racimo ni las minas tipo Claymore que se utilizan bajo control, y se centra específicamente en las minas antipersonal, porque éstas plantean el mayor riesgo a largo plazo (posterior a un conflicto) para los seres humanos y los animales, ya que suelen estar diseñadas para activarse con cualquier movimiento o presión de apenas unos pocos kilogramos, mientras que las minas antitanque requieren mucho más peso (o una combinación de factores que excluiría a los seres humanos).